# تراموا برلین
تراموا برلین (آلمانی: Straßenbahn Berlin) سیستم تراموا در شهر برلین، آلمان است.
این تراموا که در سال ۱۹۶۵ تأسیس شده دارای ۲۲ خط، ۸۰۳ ایستگاه و ۱۹۰ کیلومتر طول می‌باشد.

## نگارخانه

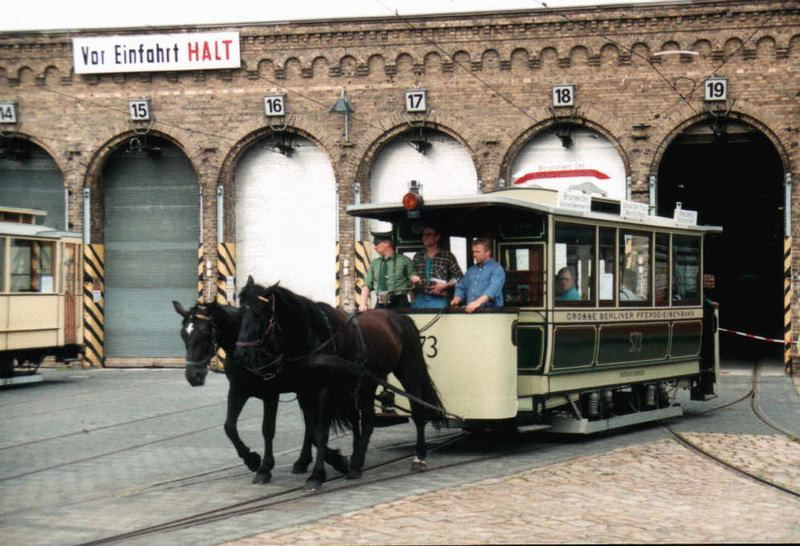
۱۸۸۵
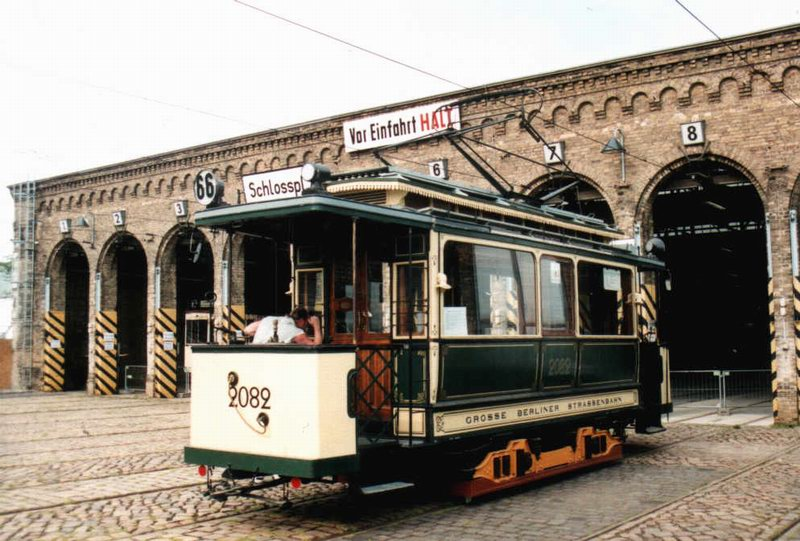
۱۹۰۱
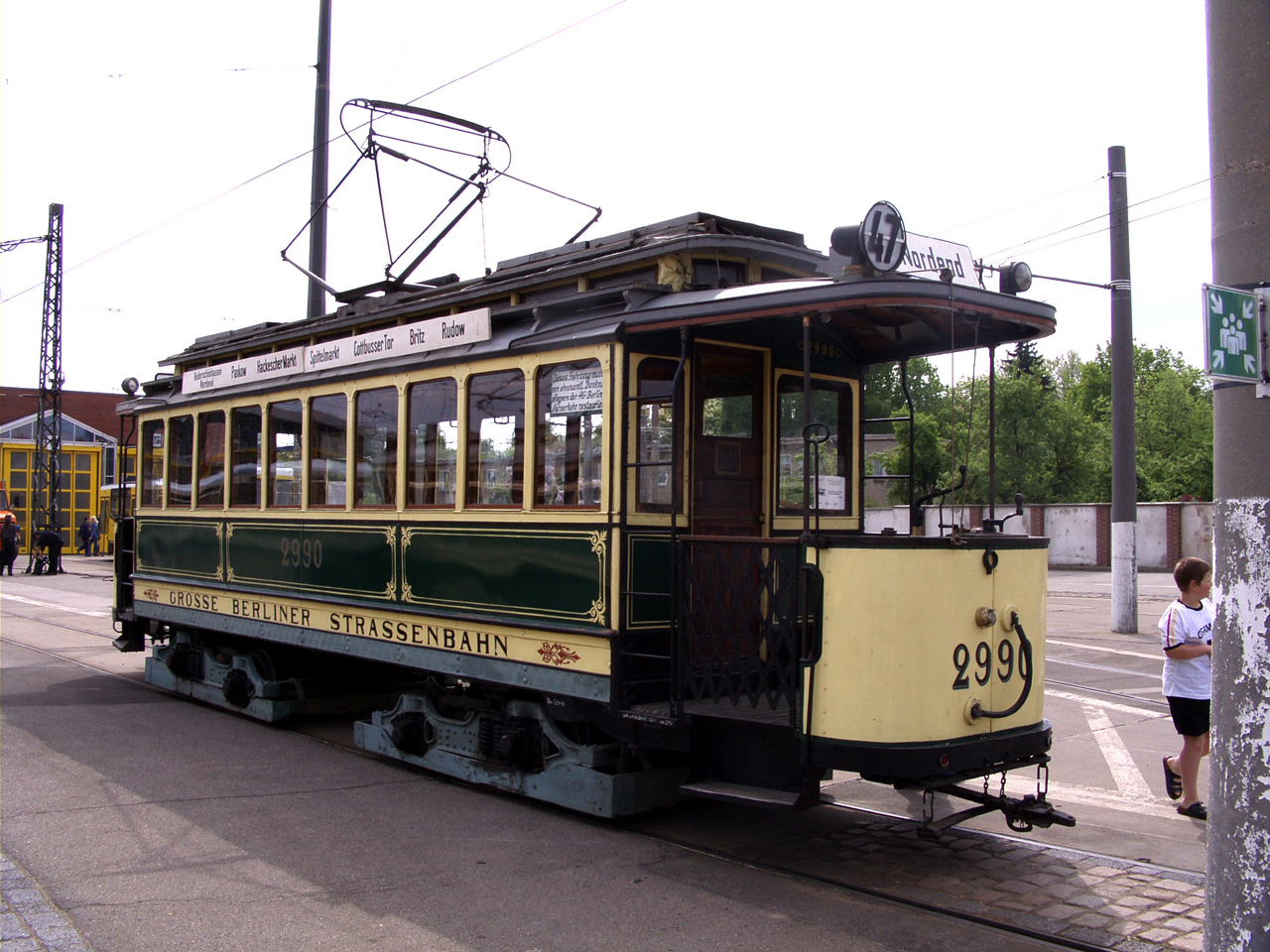
۱۹۰۷
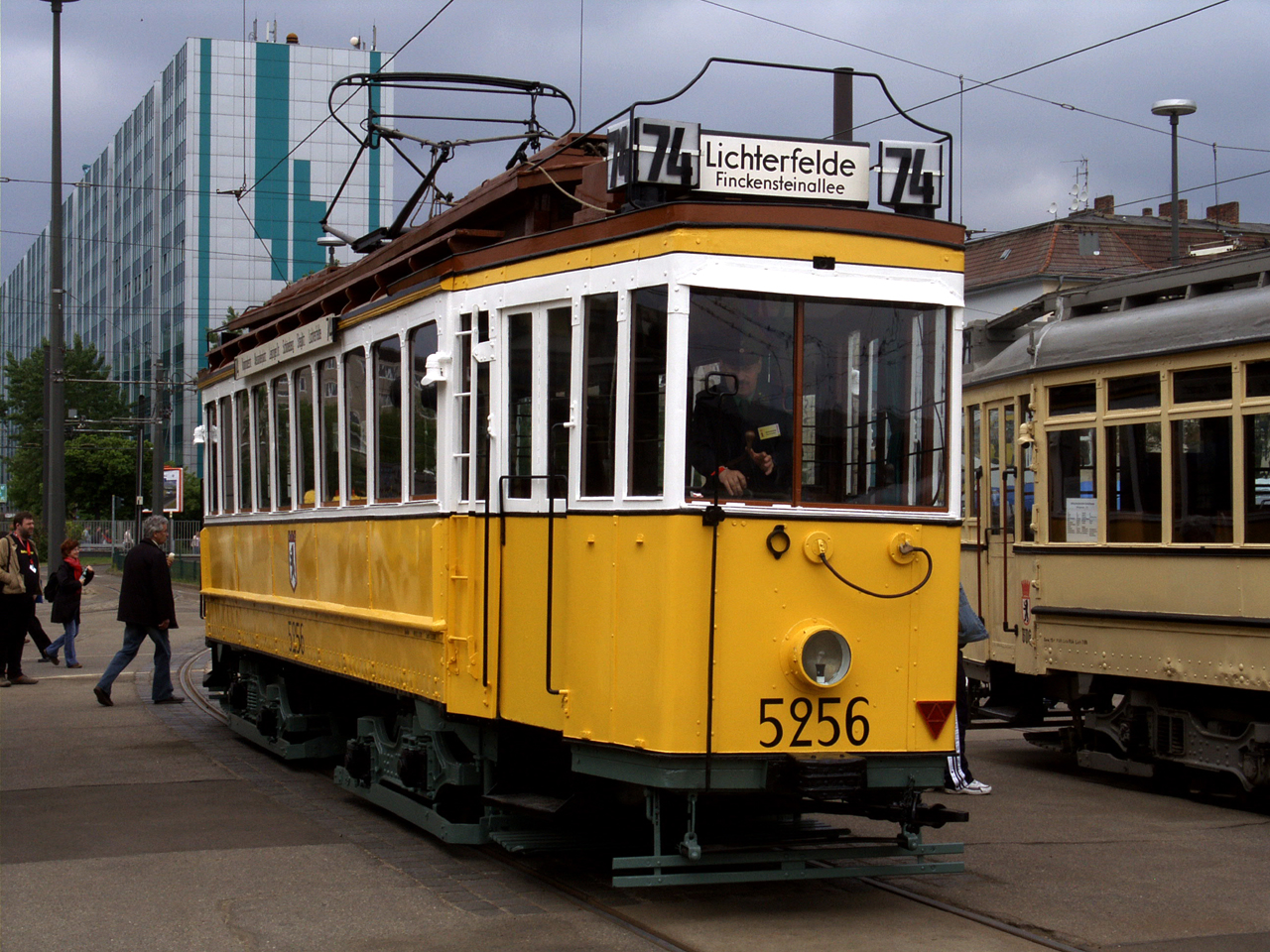
۱۹۲۵
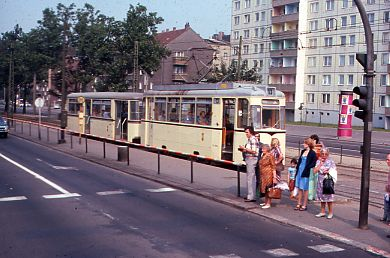
۱۹۷۷
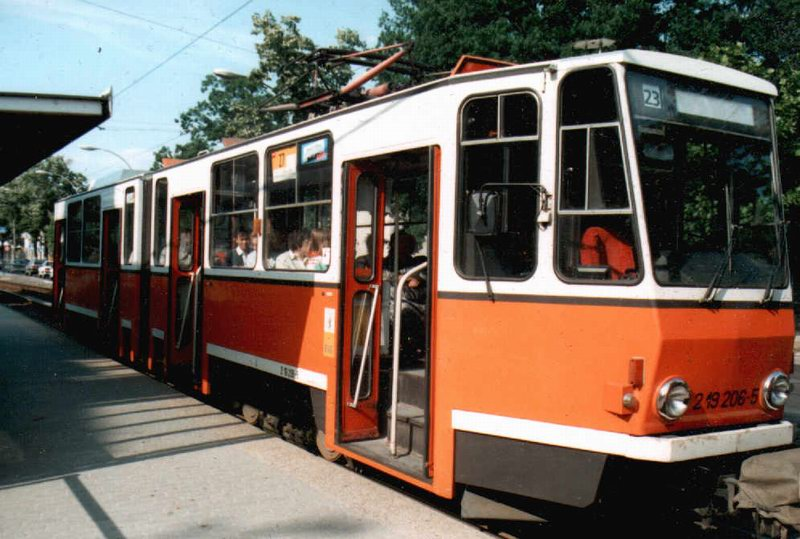
۱۹۸۰
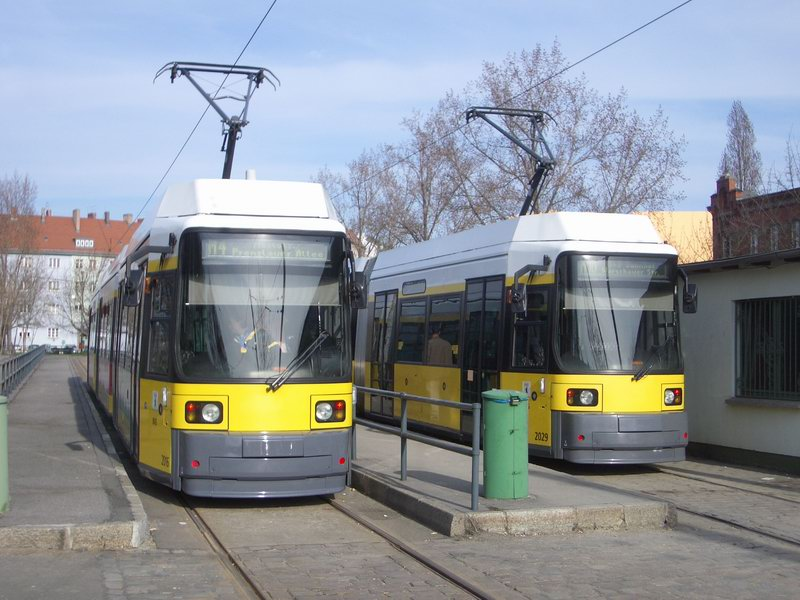
۲۰۰۵
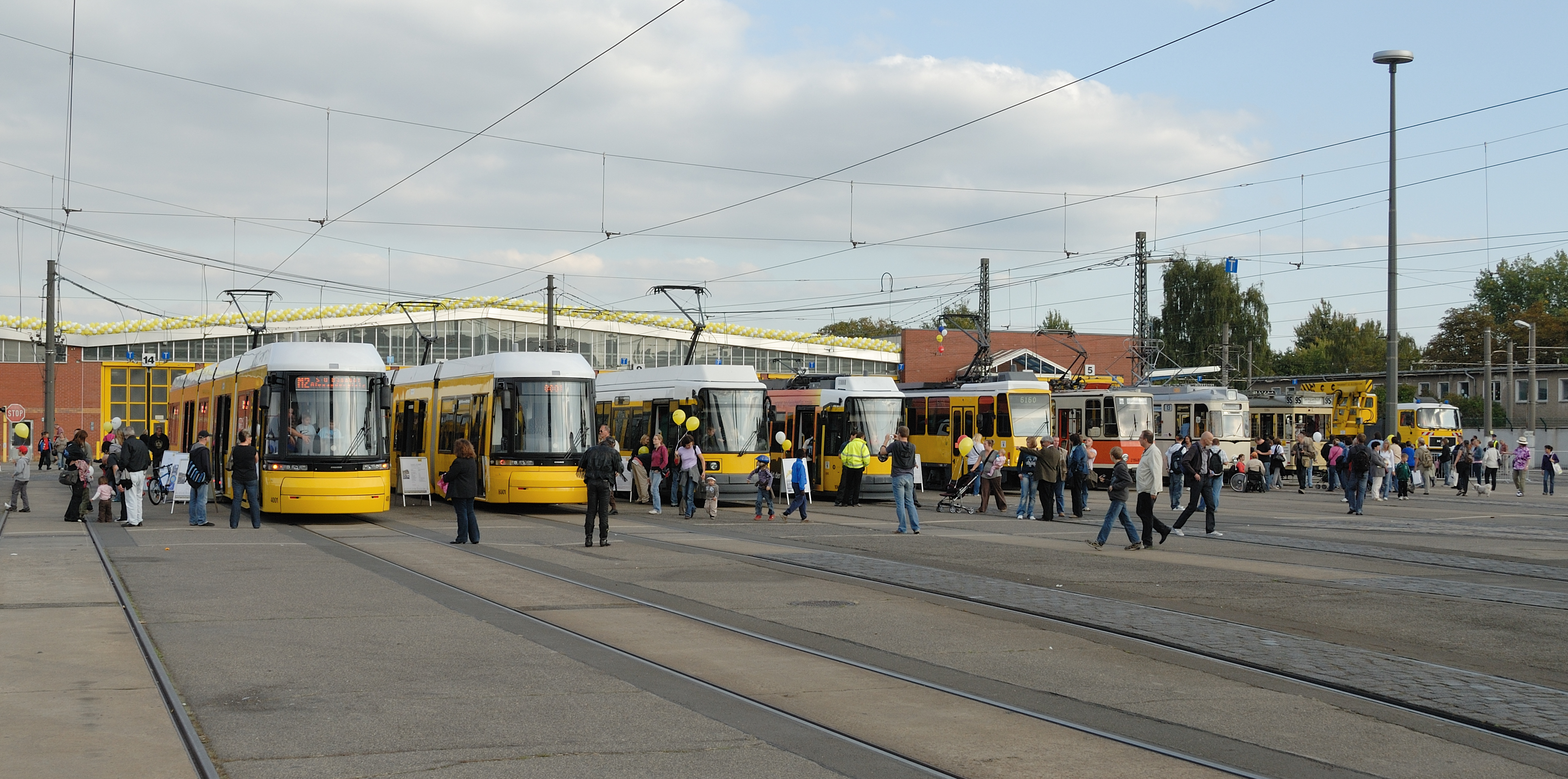
۲۰۰۹